# Coupe d'Océanie de football 2012
Navigation
2008 2016
La Coupe d'Océanie de football 2012 est la neuvième édition de la Coupe d'Océanie de football, compétition organisée par la Confédération du football d'Océanie (OFC) et rassemblant les meilleures équipes masculines océaniennes. Prévue aux Fidji du 3 au 11 juin, la compétition se déroule finalement à Honiara aux Salomon du 1er au 10 juin 2012. Le tournoi est qualificatif pour la Coupe des confédérations 2013 et sert de cadre pour les éliminatoires de la Coupe du monde de football 2014.
Pour la première fois de l'histoire de la Coupe d'Océanie, ni l'Australie (qui n'est plus membre de l'OFC et ne dispute donc plus la compétition) ni la Nouvelle-Zélande ne remportent le trophée. Le titre est en effet remporté par Tahiti qui bat en finale la Nouvelle-Calédonie sur le score de 1-0.

## Acteurs de la compétition

### Équipes engagées dans le tour préliminaire
Le tour préliminaire de la coupe d'Océanie de football 2012 est commun au premier tour des éliminatoires de la coupe du monde de football 2014. Il oppose les 4 moins bonnes nations de la confédération au classement FIFA du mois de juillet 2011. Le tirage au sort a lieu le 30 juillet 2011 à Rio de Janeiro.
Ces éliminatoires se déroulent du 22 au 26 novembre 2011 à Apia (Samoa).
| Rang | Équipe            | Pts | J | G | N | P | Bp | Bc | Diff |  | Résultats (▼ dom., ► ext.) |  |     |     |     |
| ---- | ----------------- | --- | - | - | - | - | -- | -- | ---- |  | -------------------------- |  | --- | --- | --- |
| 1    | Samoa             | 7   | 3 | 2 | 1 | 0 | 5  | 3  | +2   |  | Samoa                      |  | 1-0 | 1-1 | 3-2 |
| 2    | Tonga             | 4   | 3 | 1 | 1 | 1 | 3  | 3  | 0    |  | Tonga                      |  |     | 2-1 | 1-1 |
| 3    | Samoa américaines | 4   | 3 | 1 | 1 | 1 | 4  | 4  | 0    |  | Samoa américaines          |  |     |     | 2-1 |
| 4    | Îles Cook         | 1   | 3 | 0 | 1 | 2 | 4  | 6  | -2   |  | Îles Cook                  |  |     |     |     |

     Équipe qualifiée ou victorieuse; Pts = points; J = joués; G = gagnés; N = nuls; P = perdus;

Bp = buts pour; Bc = buts contre; Diff = différence de buts
Les Samoa sont qualifiés pour la phase finale.

### Équipes qualifiées pour la phase finale
| Fidji            | Nouvelle-Calédonie        |
| Nouvelle-Zélande | Papouasie-Nouvelle-Guinée |
| Samoa            | Îles Salomon              |
| Tahiti           | Vanuatu                   |

## Phase finale

### Premier tour
Le tirage au sort des groupes du tournoi final a lieu le 30 juillet 2011 à Rio de Janeiro. Les huit finalistes sont préalablement répartis dans deux pots en fonction de leur classement FIFA. Chacun des deux groupes tirés au sort comprend deux équipes de chaque pot. 
| Pot 1              | Pot 2                     |
| ------------------ | ------------------------- |
| Nouvelle-Zélande   | Îles Salomon              |
| Fidji              | Tahiti                    |
| Nouvelle-Calédonie | Papouasie-Nouvelle-Guinée |
| Vanuatu            | Samoa                     |

#### Groupe A
| Rang | Équipe             | Pts | J | G | N | P | Bp | Bc | Diff |
| ---- | ------------------ | --- | - | - | - | - | -- | -- | ---- |
| 1    | Tahiti             | 9   | 3 | 3 | 0 | 0 | 18 | 5  | +13  |
| 2    | Nouvelle-Calédonie | 6   | 3 | 2 | 0 | 1 | 17 | 6  | +11  |
| 3    | Vanuatu            | 3   | 3 | 1 | 0 | 2 | 8  | 9  | -1   |
| 4    | Samoa              | 0   | 3 | 0 | 0 | 3 | 1  | 24 | -23  |

| Date     | Équipe 1           | Résultat | Équipe 2           |
| -------- | ------------------ | -------- | ------------------ |
| 1er juin | Samoa              | 1 - 10   | Tahiti             |
| 1er juin | Vanuatu            | 2 - 5    | Nouvelle-Calédonie |
| 3 juin   | Vanuatu            | 5 - 0    | Samoa              |
| 3 juin   | Tahiti             | 4 - 3    | Nouvelle-Calédonie |
| 5 juin   | Nouvelle-Calédonie | 9 - 0    | Samoa              |
| 5 juin   | Tahiti             | 4 - 1    | Vanuatu            |

#### Groupe B
| Rang | Équipe                    | Pts | J | G | N | P | Bp | Bc | Diff |
| ---- | ------------------------- | --- | - | - | - | - | -- | -- | ---- |
| 1    | Nouvelle-Zélande          | 7   | 3 | 2 | 1 | 0 | 4  | 2  | +2   |
| 2    | Îles Salomon              | 5   | 3 | 1 | 2 | 0 | 2  | 1  | +1   |
| 3    | Fidji                     | 2   | 3 | 0 | 2 | 1 | 1  | 2  | -1   |
| 4    | Papouasie-Nouvelle-Guinée | 1   | 3 | 0 | 1 | 2 | 2  | 4  | -2   |

| Date   | Équipe 1                  | Résultat | Équipe 2                  |
| ------ | ------------------------- | -------- | ------------------------- |
| 2 juin | Fidji                     | 0 - 1    | Nouvelle-Zélande          |
| 2 juin | Îles Salomon              | 1 - 0    | Papouasie-Nouvelle-Guinée |
| 4 juin | Papouasie-Nouvelle-Guinée | 1 - 2    | Nouvelle-Zélande          |
| 4 juin | Fidji                     | 0 - 0    | Îles Salomon              |
| 6 juin | Papouasie-Nouvelle-Guinée | 1 - 1    | Fidji                     |
| 6 juin | Nouvelle-Zélande          | 1 - 1    | Îles Salomon              |

### Dernier carré
|  | Demi-finales       | Demi-finales       |                        |   | Finale  | Finale  |
|  | Demi-finales       | Demi-finales       |                        |   | Finale  | Finale  |
|  |                    |                    |                        |   |         |         |
|  | 8 juin             | 8 juin             |                        |   | 10 juin | 10 juin |
|  | 8 juin             | 8 juin             |                        |   | 10 juin | 10 juin |
|  | Tahiti             | 1                  |                        |   | 10 juin | 10 juin |
|  | Tahiti             | 1                  |                        |   | 10 juin | 10 juin |
|  | Îles Salomon       | 0                  |                        |   | 10 juin | 10 juin |
|  | Îles Salomon       | 0                  | Tahiti                 | 1 |         |         |
|  | 8 juin             |                    | Tahiti                 | 1 |         |         |
|  |                    | Nouvelle-Calédonie | 0                      |   |         |         |
|  | Nouvelle-Zélande   | Nouvelle-Calédonie | 0                      | 0 |         |         |
|  | Nouvelle-Zélande   |                    |                        | 0 |         |         |
|  | Nouvelle-Calédonie | 2                  |                        |   |         |         |
|  | Nouvelle-Calédonie | 2                  | Match pour la 3e place |   |         |         |
|  |                    |                    |                        |   |         |         |
|  | 10 juin            |                    |                        |   |         |         |
|  |                    |                    |                        |   |         |         |
|  | Îles Salomon       | 3                  |                        |   |         |         |
|  | Îles Salomon       | 3                  |                        |   |         |         |
|  | Nouvelle-Zélande   | 4                  |                        |   |         |         |
|  | Nouvelle-Zélande   | 4                  |                        |   |         |         |

#### Demi-finales
| 8 juin 2012 | Tahiti       | 1 – 0 | Îles Salomon | Lawson Tama Stadium, Honiara                   |                                                |
| 11:00       | J. Tehau 15e |       |              | Spectateurs : 15 000 Arbitrage : Peter O'Leary | Spectateurs : 15 000 Arbitrage : Peter O'Leary |

| 8 juin 2012 | Nouvelle-Zélande | 0 – 2 | Nouvelle-Calédonie                 | Lawson Tama Stadium, Honiara                   |                                                |
| 15:00       |                  |       | 60e B. Kaï · 90+2e G. Gope-Fenepej | Spectateurs : 8 000 Arbitrage : Norbert Hauata | Spectateurs : 8 000 Arbitrage : Norbert Hauata |

#### Match pour la3eplace
| 10 juin 2012 | Îles Salomon                      | 3 – 4 | Nouvelle-Zélande                      | Lawson Tama Stadium, Honiara                  |                                               |
| 11:00        | H. Teleda 48e · B. Totori 54e 88e |       | 11e 25e 30e C. Wood · 90+4e S. Smeltz | Spectateurs : 7 000 Arbitrage : Kader Zitouni | Spectateurs : 7 000 Arbitrage : Kader Zitouni |

#### Finale
| 10 juin 2012 | Tahiti           | 1 – 0 | Nouvelle-Calédonie | Lawson Tama Stadium, Honiara                  |                                               |
| 15:00        | S. Chong Hue 11e |       |                    | Spectateurs : 9 000 Arbitrage : Peter O'Leary | Spectateurs : 9 000 Arbitrage : Peter O'Leary |

- Championne d'Océanie, l'équipe de Tahiti dispute la Coupe des confédérations 2013 au Brésil.